# Gakuen Heaven
Gakuen Heaven (jap. 学園ヘヴン gakuen hevun, dt. „Schulhimmel“) ist ein Medien-Franchise, das mit dem Computerspiel Gakuen Heaven: Boy’s Love Scramble! der Firma Spray von 2002 begann. Es folgten weitere Spiele, ein Manga und ein Anime. Die Werke sind in das Genre Boys Love einzuordnen.

## Inhalt
Die Spiele und anderen Adaptionen spielen an der Bell Liberty Gakuen (kurz: BL Gakuen, wobei BL üblicherweise Boys Love bezeichnet), einer abgelegenen Jungenschule. Der jugendliche Keita Itō (伊藤 啓太), der aus einer wohlhabenden Familie stammt, wird auf die renommierte Schule versetzt. Dort wird er zunächst freundlich empfangen und lernt nach und nach seine Mitschüler kennen. Darunter der ältere Vorsitzende des Schülerrats, Tetsuya Niwa (丹羽 哲也), der Schönling Kaoru Saionji (西園寺 郁), Kazuki Endō (遠藤 和希), der von seinem Großvater die Position als Vorsitzender der Schule geerbt hat, und der coole Hideaki Nakajima (中嶋 英明), stellvertretender Schülerratsvorsitzende. 
Nach und nach entwickeln sich Liebes- und Hassbeziehungen zwischen den Figuren. Zugleich geht es um ein Geheimnis, das in der Vergangenheit Keitas verborgen liegt. 

## Veröffentlichungen

### Computerspiele
Das erste Spiel wurde am 2. August 2002 von NEC Interchannel veröffentlicht. Es entstand bei SPRAY, der Boys-Love-Spielemarke von Visual Art’s. Das Charakterdesign des Spiels entwarf You Higuri. Zunächst erschien es in Japan für Windows. Im November 2003 folgte eine Version für PlayStation 2, 2009 eine für PlayStation Portable und 2015 für PSVita. Es folgten zwei weitere Spiele:
- Gakuen Heaven: Boy's Love Scramble - Type B für PlayStation 2 am 22. Juli 2004
- Gakuen Heaven: Okawari für PlayStation 2 am 24. Februar 2005 und für PlayStation Portable am 10. Februar 2011
- Gakuen Heaven 2: Double Scramble für Windows am 11. Juli 2014 und für PlayStation Portable und PSVita am 23. April 2015
- Gakuen Heaven: Mixed Edition für Windows am 26. September 2014

### Literarische Adaptionen
Im Oktober 2002 erschien in Japan bei Biblos Roman zu Gakuen Heaven von Tamami. Ab März 2004 veröffentlichte der Verlag Biblos in Japan einen Manga zu den Spielen, der von You Higuri gezeichnet wurde. Die Kapitel erschienen zunächst im Magazin Be×Boy und später in unregelmäßigen Abständen in vier Sammelbänden unter je Band wechselnden Nebentiteln. Der Manga erschien auf Englisch beim Imprint Blu des Verlags Tokyopop und der erste Band auch bei Tonkam auf Französisch. Auf Deutsch wurden die vier Bände von Juni 2006 bis Juni 2010 bei Carlsen Comics veröffentlicht. Die Übersetzung stammt von Dagmar Seidel.
Neben dem Manga von You Higuri erschienen im August 2004 Gakuen Heaven: Character Story – Kazuki-hen (学園ヘヴン キャラクターストーリー 和希編) von Temari Matsumoto und Mizuki Fuuju sowie von April 2004 bis August 2006 Gakuen Heaven: Love & Sweet von Mizuki Fuuju.

### Anime
2006 produzierte das Studio Tokyo Kids unter der Regie von Yukina Hiiro eine 13-teilige Anime-Fernsehserie zu den Spielen. Das Drehbuch schrieb Natsuko Takahashi. Das Charakterdesign entwarf Yumi Nakayama, die künstlerische Leitung lag bei Kohji Azuma und für die Kameraführung war Hideki Imaizumi verantwortlich. Tonregie führte Hiromi Kikuta. Die Serie wurde vom 1. April bis zum 24. Juni 2006 durch AT-X in Japan ausgestrahlt. Eine englische Fassung des Animes wurde von Media Blasters vertrieben und über diverse Streaming-Plattformen veröffentlicht. 

#### Synchronisation
| Rolle            | japanischer Sprecher (Seiyū) |
| ---------------- | ---------------------------- |
| Keita Itō        | Jun Fukuyama                 |
| Tetsuya Niwa     | Katsuyuki Konishi            |
| Kaoru Saionji    | Hiroshi Kamiya               |
| Kazuki Endo      | Takahiro Sakurai             |
| Hideaki Nakajima | Toshiyuki Morikawa           |

#### Musik
Die Musik der Serie komponierte Kazuya Nishioka. Für den Vorspann verwendete man school boys von Yamato, der Abspann ist mit Panorama von Masaaki Fujioka unterlegt. 

### Hörspiele
In Japan erschienen fünf Hörspiele zum Franchise auf CD. Dazu kommen zwei Mini-Hörspiele.

### Musical
Vom 25. bis 30. Juli 2008 wurde das Musical „Gakuen Heaven“ Musical – Bell Liberty Prince (「学園ヘヴン」ミュージカル 〜ベルリバティ★プリンス〜) aufgeführt.

## Rezeption
Für Jason Thompson wird im Manga zu viel Handlung auf zu wenig Seiten gepresst. Es erscheine so, als ob möglichst viele Charaktere hineingepresst wurden. Und so wirken auch die Interaktionen der Figuren und die Entwicklung der Romanze hastig und unglaubwürdig. Die Zeichnungen seien, abgesehen vom Überfluss an gutaussehenden, schwer auseinanderzuhaltenden Jungen, in Ordnung, könnten die Mängel der Geschichte aber nicht ausgleichen. Christel Scheja von Splashcomics spricht von einer wenig originellen Handlung des Mangas, diese sei von You Higuri jedoch in guten Zeichnungen und einem ausgewogenen Verhältnis von Spannung und Erotik umgesetzt worden. Der Manga beinhalte auch explizitere Szenen als die früheren Werke der Zeichnerin, dies werde jedoch nicht überstrapaziert. Der Manga biete umwerfende Bishōnen, viele romantisch und sogar einige erotische Szenen, die im für You Higuri typischen feinen Zeichenstil präsentiert werden. Einige Charaktere haben weisen „mit ihren langen, wallenden Haaren und schmalen Gesichtern einen femininen Touch“ auf.